# Miguel Gutiérrez (siatkarz)
Miguel David Gutiérrez Suárez (ur. 21 lutego 1997 w Santa Clara) – kubański siatkarz, reprezentant kraju, grający na pozycji atakującego.
Jego o 4 lata młodszy brat José, również jest siatkarzem.

## Sukcesy klubowe
Puchar Challenge:
- 2018

## Sukcesy reprezentacyjne
Mistrzostwa Ameryki Północnej, Środkowej i Karaibów Kadetów:
- 2014

Mistrzostwa Ameryki Północnej, Środkowej i Karaibów Juniorów:
- 2014
- 2016

Puchar Panamerykański U-23:
- 2018
- 2016

Puchar Panamerykański Juniorów:
- 2017

Puchar Panamerykański:
- 2022[4]
- 2017, 2018

Mistrzostwa Świata Juniorów:
- 2017

Mistrzostwa Świata U-23:
- 2017

Puchar Panamerykański Kadetów:
- 2019

Mistrzostwa Ameryki Północnej, Środkowej i Karaibów:
- 2023[5]

## Nagrody indywidualne
- 2014: Najlepszy atakujący Mistrzostw Ameryki Północnej, Środkowej i Karaibów Kadetów
- 2016: Najlepszy przyjmujący Mistrzostw Ameryki Północnej, Środkowej i Karaibów Juniorów
- 2017: Najlepszy atakujący i serwujący Pucharu Panamerykańskiego Juniorów
- 2017: Najlepszy atakujący Mistrzostw Świata Juniorów
- 2017: Najlepszy przyjmujący Mistrzostw Świata U-23
- 2017: Najlepszy atakujący eliminacji strefy NORCECA do Mistrzostw Świata
- 2018: Najlepszy atakujący Pucharu Panamerykańskiego U-23
- 2019: MVP, najlepszy przyjmujący i zagrywający Pucharu Panamerykańskiego Kadetów